# Ladybaby
 (mai 2020).
Ladybaby est un groupe japonais de kawaii metal. Il est composé à l'origine de deux mannequins : Rie Kaneko (la seule membre originale encore dans le groupe) et Rei Kuromiya et de Ladybeard, un lutteur professionnel australien travesti,,,,,. Le 1er août 2016, le groupe se rebaptise, après le retrait de Ladybeard, en The Idol Formerly Known as Ladybaby, jusqu'en 2018 où il retrouve son nom original. Le 13 janvier 2020, Ladybaby  suspend toutes ses activités après la sortie le même jour de leur dernière compilation intitulée Reburn.

## Histoire
Le lutteur Richard Magarey, originaire d'Adélaïde, déménage en Chine en 2006 pour lancer sa carrière de cascadeur. Il rencontre le succès à Hong Kong en tant que lutteur professionnel travesti, et déménage à Tokyo en octobre 2013 pour y tenter une carrière similaire. Plus tard, il forme le groupe Ladybaby avec Rie Kaneko et Rei Kuromiya et ils sortent Nippon Manju leur première chanson accompagnée de son clip en juillet 2015. Le clip devient viral sur YouTube, rassemblant un million de vues en 2 jours.
En 2016, Ladybeard quitte le groupe qui se rebaptise en The Idol Formerly Known as Ladybaby. En 2017, Rie Kaneko et Rei Kuromiya signent avec JPU Records pour sortir deux nouveaux singles Pelo et Pinky! Pinky!  Le 17 novembre 2017, Rei Kuromiya quitte le groupe, n'arrivant pas à s'habituer au monde des idols et souffrant de problèmes de gorge causés par les longues tournées.
En janvier 2018, The Idol Formerly Known as Ladybaby annonce la sortie d'un album « souvenir » : Beside U qui sort le 7 mars 2018 au Japon. En février de la même année, le groupe commence à publier des images d'un nouveau line-up : Nana Ikeda, Emily Arima et Fuka Karasawa, rejoignent le groupe, désormais composé de 4 membres. Par la suite, les chanteuses lancent une tournée durant le printemps 2018 et reprennent Ladybaby pour nom original. Elles sortent le clip : Hoshi no nai sora (ホシノナイソラ) le 10 mai 2018. Il est ensuite confirmé que Ladybeard reviendra dans le groupe pour apparaître sur l'une des faces B. Cependant, le 29 octobre 2019, Ladybaby annonce la suspension de toutes ses activités le 13 janvier 2020, après la sortie de leur dernière compilation intitulée Reburn publiée le même jour.

## Membres

### Membres actuels
- Ei Tsukimachi
- Sena Kurusaki
- Mia Kanrei

The Chaos
Il s'agit du groupe de musiciens qui accompagne Ladybaby lors de leurs concerts, et dans le clip vidéo Haten ni Raimei.
- Hayato Mitsuhashi (三橋隼人?)  - guitare
- Wu-chy - guitare basse
- Hajimetal - clavier
- Youth-K !!! - tambours

### Anciens membres
- Ladybeard (レディビアード?), né le 3 août 1983, quitte le groupe le 1er août 2016.
- Rei Kuromiya (黒宮れい?), née le 29 novembre 2000, quitte le groupe le 17 novembre 2017.
- Rie Kaneko (金子理江?) – chant (2015–2020), chorégraphie, direction (2018–2020)
- Nana Ikeda (池田菜々?) – chant, rap, design des costumes (2018–2020)
- Emily Arima (有馬えみり?) – chant, chant hurlé, paroles (2018–2020)
- Fuka Karasawa (唐沢風花?) – chant (2018–2020)

## Discographie

### Album studio
| Titre    | Date de sortie                                                                              | Meilleure position[réf. nécessaire] | Meilleure position[réf. nécessaire] | Ventes |
| Titre    | Date de sortie                                                                              | JPN                                 | US World                            | Ventes |
| -------- | ------------------------------------------------------------------------------------------- | ----------------------------------- | ----------------------------------- | ------ |
| Beside U | - Sortie : 7 mars 2018 (JPN) - Label : King Records - Formats: CD, téléchargement numérique | 49                                  | -                                   |        |

### Singles
| Titre                                                                                                 | Date de sortie (date de mise en ligne sur YouTube ) | Meilleure position[réf. nécessaire] |
| Titre                                                                                                 | Date de sortie (date de mise en ligne sur YouTube ) | JP                                  |
| --- | --------------------------------------------------- | ----------------------------------- |
| Nippon Manju (ニッポン饅頭)                                                                           | 29 juillet 2015 (4 juillet 2015)                    | 109                                 |
| Age-Age Money ~Ochingin Dai Sakusen~ (アゲアゲマネー ～おちんぎん大作戦～)                            | 13 janvier 2016 (12 décembre 2015)                  | 31                                  |
| Renge Chance! (蓮華チャンス!)                                                                         | 13 avril 2016 (14 mars 2016)                        | 32                                  |
| Sanpai! Gosyuin Girl (参拝!御朱印girl☆, Worship! Gosyuin Girl☆) (The Idol Formerly Known As Ladybaby) | 30 novembre 2016 (9 novembre 2016 version courte)   | 39                                  |
| Pelo (The Idol Formerly Known As Ladybaby)                                                            | 12 avril 2017 (22 mars 2017)                        | 22                                  |
| Pinky! Pinky! (The Idol Formerly Known As Ladybaby)                                                   | 27 septembre 2017 (8 septembre 2017)                | 12                                  |
| Shibuya Crossing (渋谷 Crossing)                                                                      | 10 octobre 2017                                     | -                                   |
| Hoshi no Nai Sora (ホシノナイソラ)                                                                    | 30 mai 2018                                         | 27                                  |
| Damedame Tono (ダメダメ殿)                                                                            | 10 octobre 2018                                     | -                                   |
| Riot Anthem                                                                                           | 8 mars 2019 (6 mars 2019)                           | -                                   |
| Haten ni Raimei (破天ニ雷鳴)                                                                          | 28 mai 2019 (19 avril 2019)                         | 13                                  |

### Single promotionnel
| Année | Titre                         | Date de sortie |
| ----- | ----------------------------- | -------------- |
| 2016  | Shōnen Yūsha-dan (少年勇者団) | 23 juin 2016   |

### Compilation
| Titre | Détails                                                                                                 | Meilleure position[réf. nécessaire] | Meilleure position[réf. nécessaire] | Ventes |
| Titre | Détails                                                                                                 | JPN                                 | US World                            | Ventes |
| --- | --- | ----------------------------------- | ----------------------------------- | ------ |
| One Year Best ～2015-2016～                                                                                | - Sortie : 14 septembre 2016 (JPN) - Label : Clearstone Records - Formats: CD, téléchargement numérique | -                                   | -                                   |        |
| Reburn | - Sortie: 13 janvier 2020 (JPN) - Label: Raimei Rrecords - Formats: CD, téléchargement numérique        | -                                   | -                                   |        |
| « - » signifie qu'aucun classement n'est atteint ou qu'aucune sortie ne s'est effectuée dans cette région. | |                                     |                                     |        |

### Albums live
| Titre | Détails de l'album                                                              | Meilleure position[réf. nécessaire] | Meilleure position[réf. nécessaire] | Ventes |
| Titre | Détails de l'album                                                              | JPN DVD                             | JPN Blu-ray                         | Ventes |
| --- | ------------------------------------------------------------------------------- | ----------------------------------- | ----------------------------------- | ------ |
| First Japan Oneman Live ～ Sekai no Rule wo Kaechao ～ (ファースト JAPAN ワンマンライブ ～世界のルールを変えちゃおう～, First Japan One Man Live ~ Let's change the rules of the world ~) | - Sortie : 14 septembre 2016 (JPN) - Label : Clearstone Records - Formats : DVD | -                                   | -                                   |        |
| Tōmei meshi Tour2019 Final in Shibuya Club Quattro (透明飯 Tour2019 Final in Shibuya Club Quattro, Transparent rice Tour2019 Final in Shibuya Club Quattro)                               | - Sortie : 31 août 2019 (JPN) - Label : Clearstone Records - Formats : DVD      | -                                   | -                                   |        |
| « - » signifie qu'aucun classement n'est atteint ou qu'aucune sortie ne s'est effectuée dans cette région.                                                                                |                                                                                 |                                     |                                     |        |

### Clips
| Titre                                           | Directeur(s)      | Album d'origine             | Année | Réf. |
| ----------------------------------------------- | ----------------- | --------------------------- | ----- | ---- |
| Nippon manju                                    | Ryo Shimoda       | One Year Best ～2015-2016～ | 2015  |      |
| Age-Age Money                                   | NC                | One Year Best ～2015-2016～ | 2015  |      |
| Ladybaby Overture Oversea ～Memories of 2015 ～ | NC                | One Year Best ～2015-2016～ | 2015  |      |
| Renge Chance!                                   | BOZO & YGQ        | One Year Best ～2015-2016～ | 2016  |      |
| C'est si bon Kibun                              | Azuma Kanae       | One Year Best ～2015-2016～ | 2016  |      |
| Sanpai girl Gosyuin girl (Court Ver. )          | Takuya Tada       | Beside U                    | 2016  |      |
| Easter Bunny                                    | IGGY COEN         | Beside U                    | 2017  |      |
| Pelo                                            | Atsushi Tani      | Beside U                    | 2017  |      |
| Lady Baby Blue                                  | Rie Kaneko        | Beside U                    | 2017  |      |
| Pinky! Pinky!                                   | Pink janakute mo  | Beside U                    | 2017  |      |
| Starless_Sky                                    | Mami Yamabe       | Reburn                      | 2018  |      |
| Biri Biri Money feat. Ladybeard)                | Ryuichi Takashiba | Hoshi no Nai Sora           | 2018  |      |
| Bite Me                                         | Rie Kaneko        | Reburn                      | 2018  |      |
| damedame tono                                   | Sari Kodaka       | Reburn                      | 2018  |      |
| Ladybaby ～Memories of 2018 ～ God's Not        | Naoto Wakamatsu   | Reburn                      | 2018  |      |
| Riot Anthem                                     | Rie Kaneko        | Reburn                      | 2019  |      |
| Haten ni Raimei                                 | Sari Kodaka       | Reburn                      | 2019  |      |
| Endless end Hello                               | Sari Kodaka       | Reburn                      | 2019  |      |
| Misogi island                                   | Sari Kodaka       | Reburn                      | 2020  |      |

## Filmographie

### Émissions télévisées
| Année     | Titre           | Rôle  | Réseau   | Remarques                      |
| --------- | --------------- | ----- | -------- | ------------------------------ |
| 2016-2020 | Nadarezaka Rock | co-MC | BS Japon | Émission de variétés japonaise |

### Radio
| Année | Titre                  | Rôle | Réseau                     | Remarques                   |
| ----- | ---------------------- | ---- | -------------------------- | --------------------------- |
| 2019  | Ladybaby Music O'Clock | MCs  | Backstage Café (BSC Radio) | Émission de radio japonaise |